# Căiuți
Căiuți – wieś w Rumunii, w okręgu Bacău, w gminie Căiuți. W 2011 roku liczyła 1692 mieszkańców.